# Eric Foster
Eric Foster (...) è un attore statunitense, famoso per aver recitato in alcuni film horror tra cui Quella strana casa.
Ha esordito come attore nel 1987 in Cry Wilderness.

## Filmografia

### Cinema
- Cry Wilderness, regia di Jay Schlossberg-Cohen (1987)
- Death House, regia di John Saxon (1988)
- Quella strana casa (Grandmother's House), regia di Peter Rader (1988)
- Darkroom, regia di Terrence O'Hara (1989)

### Serie TV
- The Wonder Years – serie TV, episodi 2x17-4x4-5x18 (1989-1992)